# Murat Gassiev
Murat Gassiev (en russe : Мурат Георгиевич Гассиев) est un boxeur russe né le 12 octobre 1993 à Vladikavkaz.

## Carrière professionnelle
Passé professionnel en 2011, il cumule un total de 26 victoires dont 19 KO et un No Contest (due à une blessure accidentelle de l'adversaire). Abel Sanchez, le célèbre promoteur et entraîneur du champion IBF, IBO, WBC et WBA des poids moyens Gennady Golovkin, prend Murat sous son aile en janvier 2015.

### Gassiev vs Lebedev
C'est le 3 décembre 2016, à Moscou (Russie), qu'a lieu le premier championnat mondial de Gassiev, dans un combat qui l'oppose à son compatriote Denis Lebedev, dans lequel est mise en jeu la ceinture IBF des lourds-légers. Le combat est serré, Lebedev s'écroule dans la cinquième reprise à la suite d'un crochet au foie de Gassiev (sa spécialité), mais se relève et finit le combat sans trop de difficultés. Gassiev est gagnant par décision partagée, et devient donc le champion IBF des lourds-légers. Cependant, Lebedev étant sur le déclin (il a alors 37 ans), et le combat étant serré, cette performance remet en cause plusieurs fans de Gassiev quant à la puissance de ce boxeur.

### Gassiev vs Wlodarczyk
Le 21 octobre 2017 à Newark, Murat Gassiev dispute les quarts de finale des World Boxing Super Series contre le polonais Krzysztof Wlodarczyk. Mais c'est aussi la première défense de titre de Gassiev, puisque sa ceinture IBF des lourds-légers est en jeu. Le combat est expéditif, Gassiev envoyant son adversaire au tapis dès la troisième reprise, avec un combo uppercut/crochet au foie.
Encore une fois, Gassiev n'a pas encore convaincu, car Wlodarczyk est également sur le déclin. Ce fut néanmoins une bonne démonstration du talent du russe.

### Gassiev vs Dorticos
Gassiev dispute la demi-finale du Muhammad Ali Trophy face au cubain Yunier Dorticos le 3 février 2018 à Adler (Russie). Les ceintures IBF de Gassiev et WBA de Dorticos sont en jeu, c'est le premier combat d'unification du russe et du cubain. Cette fois-ci, l'adversaire est dans la force de l'âge, et unanimement reconnu pour sa puissance de frappe impressionnante. 
Dans les deux premières reprises, Gassiev est peu actif, bouge quelquefois et conserve une garde haute. De son côté, Dorticos déchaîne sur son adversaires ses lourds enchaînements gauche-droite qui atterrissent dans les gants de Gassiev. 
À partir de la troisième reprise, Gassiev a compris et fini d'analyser la boxe du cubain. Il devient actif, et commence à avancer et à presser son adversaire. Le débit de coup est impressionnant des deux côtés. En plus de ses traditionnels crochets au foie et autres coups au corps, Gassiev utilisera à la perfection son uppercut gauche, qui usera peu à peu son adversaire. De son côté, Dorticos frappe toujours aussi fort, mais toujours dans les gants de Gassiev, ne met presque pas de direct net, et se fatigue progressivement.
À la fin de la onzième reprise, Dorticos est au bord du KO. Il accroche Gassiev pour finir le round. Au dernier round, alors que beaucoup s'attendaient à ce que Gassiev finisse le combat sans risques car en avance au pointage des juges, un crochet du gauche en contre envoie Dorticos au tapis pour la première fois de sa carrière professionnelle. Dorticos se relève, et y retourne quelques secondes plus tard. Il se relève de nouveau, chancelant, et alors qu'il restait une quinzaine de secondes au compteur, Dorticos est déclaré KOT (KO technique) après avoir été envoyé hors du ring par Gassiev.
Après le combat, Gassiev fit preuve d'un grand respect pour son adversaire, le prenant dans ses bras et lui donnant sa ceinture en lui disant "tu restes un champion".

### Gassiev vs Usyk
La finale du tournoi des poids lourds-légers a lieu le 21 juillet 2018 à Moscou entre Gassiev et l'ukrainien Oleksandr Usyk, champion WBC et WBO de la catégorie. Ce dernier l'emporte aux points à l'unanimité des juges et devient ainsi champion unifié.